# Stato libero di Prussia
Lo Stato libero di Prussia, brevemente solo Prussia (td.: Freistaat Preußen o solo Preußen), fu una repubblica, formatasi dopo l'abolizione del Regno di Prussia, nonché il principale Land per superficie e per popolazione della Repubblica di Weimar, costituendone circa il 62,5% del territorio e della popolazione totale. È esistito dal 1918 al 1947, quando venne sciolto per decisione degli Alleati.

## Storia

### Il primo dopoguerra: la democrazia prussiana
Eccetto per le colonie, quasi tutte le perdite territoriali della Germania dopo la prima guerra mondiale colpirono la Prussia. Come specificato nel trattato di Versailles, l'ex regno perse territori a favore del Belgio (Eupen e Malmedy), della Danimarca (lo Schleswig settentrionale), della Lituania (la regione di Klaipėda), della Cecoslovacchia (area di Hlučínsko) e della Francia (Regione dell'Alsazia). La provincia del Reno divenne zona demilitarizzata.
Gran parte delle perdite della Prussia andarono a favore della Polonia, inclusa la Posnania e la Prussia Occidentale, come anche una sezione orientale della Provincia di Slesia. Danzica fu sottoposta all'amministrazione della Società delle Nazioni, come Città Libera di Danzica. Queste perdite territoriali separarono la Prussia Orientale dal resto della nazione, ora accessibile solo con la ferrovia attraverso il Corridoio polacco o per mare.
Siccome conteneva così tanta parte dell'area e della popolazione tedesca, il governo inizialmente pensò di dividere la Prussia in diverse entità trattabili più facilmente, ma infine il sentimento tradizionalista prevalse e la Prussia continuò a sopravvivere come entità unica.
Nonostante il suo autoritario predecessore, la Prussia era una promettente democrazia in Germania. L'abolizione dell'aristocrazia trasformò la Prussia in una regione fortemente dominata dalla sinistra delle classi operaie della "Berlino Rossa" e dell'area industriale della Ruhr.
Come in altri stati tedeschi, sia attuali che del tempo della Repubblica di Weimar, il potere esecutivo era gestito da un ministro presidente e le leggi erano discusse dal Landtag eletto dal popolo. Durante tutto il periodo di vita democratica dello Stato, cioè dal 1918 al 1932, il governo fu retto da un'alleanza di centro-sinistra fra il Partito Socialdemocratico, il Zentrum cattolico ed il liberaldemocratico Partito Democratico Tedesco (poi Partito dello Stato Tedesco), detta coalizione di Weimar, perché formata dai partiti che avevano ideato la Costituzione repubblicana del Reich. Anche la Costituzione dello Stato libero di Prussia (Verfassung des Freistaats Preußen), approvata il 30 novembre 1920, era stata ideata da queste forze politiche.
Primo Ministro prussiano dal 1920 al 1932 (salvo due brevi intervalli) fu Otto Braun, leader del principale partito della coalizione, il Partito Socialdemocratico di Germania. Durante il governo, Braun riformò profondamente lo Stato, insieme al Ministro degli Interni Carl Severing, che fu anche modello per la Repubblica Federale di Germania. Ad esempio, un primo ministro non poteva rimanere in carica se un altro potenziale candidato godeva della maggioranza dei consensi. Questo concetto, conosciuto come sfiducia costruttiva, fu ripreso dalla legge della RFG. Molti storici ritengono che il governo prussiano del periodo raggiunse molti più successi di quello della Germania unita.

### 1932: colpo di Stato prussiano
Nonostante la salda guida socialdemocratica al governo della Prussia, il Partito Nazionalsocialista di Adolf Hitler guadagnò via via consensi dalla classe medio-bassa e dai lavoratori della classe più bassa, particolarmente nella Prussia Orientale e nelle regioni industrializzate. Dal 1932 il NSDAP fu il maggiore partito della Prussia, eccetto che nella Slesia, dominata dal partito cattolico. Il partito di centro-sinistra rimase comunque al potere, con all'opposizione l'estrema sinistra e l'estrema destra nazionalista.
Tutto questo cambiò il 20 luglio 1932 con il Preußenschlag ("colpo di Stato prussiano"), quando il cancelliere Franz von Papen esautorò il governo statale prussiano con la scusa che stava perdendo il controllo dell'ordine pubblico. A causa di questa emergenza, Papen si nominò commissario del Reich per la Prussia e prese il controllo dello Stato. Questo rese facile ad Adolf Hitler la presa del controllo sulla Prussia negli anni seguenti.

### 1933-1945: la Prussia sotto il governo nazista

Bandiera dello Stato libero di Prussia tra il 1933 e il 1935

Il 30 gennaio 1933 Adolf Hitler fu nominato cancelliere della Germania, segnando la fine della Repubblica di Weimar e la formazione della Germania nazista. Quattro settimane dopo, il 27 febbraio 1933, il palazzo del Reichstag fu dato alle fiamme. Il ministro degli interni prussiano Hermann Göring promulgò una legge il giorno seguente, sospendendo le libertà civili dei cittadini tedeschi. Sei giorni dopo l'incendio, le elezioni del parlamento rafforzarono la posizione del Partito Nazionalsocialista, anche se quest'ultimo non ottenne la maggioranza assoluta.
Il nuovo Reichstag fu aperto a Potsdam il 21 marzo 1933, alla presenza del presidente Paul von Hindenburg, ormai sofferente di demenza senile. In un incontro di propaganda, Hitler annunciò il "matrimonio" della vecchia Prussia con la giovane Germania, per vincere i monarchici, i conservatori e i nazionalisti prussiani e indurli a votare la salita al potere di Hitler. La legge passò il 23 marzo 1933, garantendo a Hitler poteri dittatoriali.
Nell'aprile 1933 il commissario del Reich e primo ministro di Prussia Franz von Papen era in visita presso la Città del Vaticano. I nazisti approfittarono della sua assenza e nominarono Hermann Göring primo ministro della Prussia. Con questo atto, Hitler fu in grado di avere pieni poteri in Germania, in quanto ora disponeva dell'intero apparato del governo prussiano, inclusa la polizia. Dal 1934 quasi tutti i ministeri prussiani furono uniti a quelli tedeschi; Hitler si nominò Governatore della Prussia, anche se questa funzione veniva esercitata da Göring.
Nello Stato centralizzato creato dai nazisti con la "Legge sulla Ricostruzione del Reich" ("Gesetz über den Neuaufbau des Reiches") del 30 gennaio 1934 e con la "Legge dei Governatori del Reich" ("Reichsstatthaltergesetz") del 30 gennaio 1935 gli Stati furono di fatto dissolti. I governi degli stati federali erano ora controllati dai governatori del Reich nominati dal cancelliere.
Le terre prussiane trasferite alla Polonia dopo il trattato di Versailles furono riannesse durante la seconda guerra mondiale, ma non furono riassegnate alla Prussia, furono unite a un separato Gau del Großdeutsches Reich.

### 1945-1947: la fine della Prussia
Con la sconfitta della Germania nel 1945, giunse la divisione della Germania nelle zone di occupazione e il trasferimento delle terre ad est della linea Oder-Neisse alla Polonia (con la parte settentrionale della Prussia Orientale, inclusa Königsberg, oggi Kaliningrad, assegnata all'Unione Sovietica). Circa dieci milioni di tedeschi fuggirono o furono espulsi da queste zone, conformemente al piano di esodo dei tedeschi dall'Europa orientale.
Nel 1946 i territori prussiani assegnati alla zona di occupazione britannica vennero distaccati dalla Prussia ed eretti in Land autonomi, come segue:
- la provincia di Hannover divenne il Land di Hannover;
- la provincia dello Schleswig-Holstein divenne il Land dello Schleswig-Holstein;
- la provincia di Westfalia, unita alla parte settentrionale della provincia del Reno (distretti governativi di Aquisgrana, Colonia e Düsseldorf), costituì il Land di Renania Settentrionale-Westfalia.

Nella legge nº 46 del 25 febbraio 1947, gli Alleati proclamarono formalmente la dissoluzione di ciò che era rimasto dello Stato prussiano.

## Suddivisioni della Prussia

Le province dello Stato libero di Prussia nel 1920, prima della formazione della provincia separata di Berlino

### Province
| Provincia | Provincia                 | Capoluogo                                              |
| --------- | ------------------------- | ------------------------------------------------------ |
|           | Grande Berlino            |                                                        |
|           | Brandeburgo               | Potsdam - Berlino - Potsdam - Charlottenburg - Berlino |
|           | Prussia Orientale         | Königsberg                                             |
|           | Hannover                  | Hannover                                               |
|           | Assia-Nassau              | Kassel                                                 |
|           | Hohenzollern              | Sigmaringen                                            |
|           | Bassa Slesia              | Breslavia                                              |
|           | Pomerania                 | Stettino                                               |
|           | Posen-Prussia Occidentale | Schneidemühl                                           |
|           | Provincia del Reno        | Coblenza                                               |
|           | Provincia di Sassonia     | Magdeburgo                                             |
|           | Schleswig-Holstein        | Kiel - Schleswig - Kiel                                |
|           | Alta Slesia               | Kattowitz - Oppeln                                     |
|           | Vestfalia                 | Münster                                                |

### Effetti della prima guerra mondiale
- Est: la regione di Memel della Prussia orientale fu ceduta alla Lituania. La parte restante della Provincia della Slesia che non fu ceduta alla Polonia o alla Cecoslovacchia, fu divisa nelle province dell'Alta Slesia e della Bassa Slesia nel 1919, anche se poi dal 1938 al 1941 furono riunite.
- Nord: nella provincia di Schleswig-Holstein gli Alleati organizzarono due plebisciti nello Schleswig settentrionale e centrale il 10 febbraio e il 14 marzo 1920. Lo Schleswig del Nord votò al 75% la riunificazione con la Danimarca, e divenne pertanto l'attuale Contea dello Jutland meridionale. Nello Schleswig centrale invece, gli abitanti votarono all'80% per restare con la Germania; nella parte meridionale della provincia non si tenne alcun plebiscito.
- Ovest: la parte meridionale della Provincia del Reno fu posta sotto amministrazione francese, così come la Saar fu posta sotto l'autorità della Società delle Nazioni. Le regioni di Eupen e Malmedy ad ovest della Provincia del Reno furono cedute al Belgio.

### Cambiamenti prima della seconda guerra mondiale
Nel 1920, con la legge della "Grande Berlino" (Groß-Berlin-Gesetz), si creò la nuova provincia di Berlino, separando la capitale dalla Provincia del Brandeburgo. Questa nuova provincia accrebbe le dimensioni della città di 13 volte, e i suoi confini sono ancora mantenuti, salvo modifiche di dettaglio, dall'attuale stato federale di Berlino.
La parte restante delle province di Posnania e della Prussia occidentale furono combinate a formare la provincia di Posen-Prussia Occidentale nel 1922.
I provvedimenti di legge assunti dal governo nazista nel 1933-1935 de facto abolirono l'autonomia statale della Prussia, come degli altri Länder. La Legge per la rifondazione del Reich ("Reichsgesetz über den Neubau des Reiches") del 30 gennaio 1934 cancellò l'autogoverno dei Länder. Dopo il "Reichsstatthaltergesetz" del 1935, tutti gli stati e le province furono de facto sciolti, permettendo ai nazisti la riorganizzazione della Germania in nuove suddivisioni (Gaue). Nonostante questo, alcuni cambiamenti vennero ancora apportati alle province prussiane dopo il 1935: ad esempio, la Legge per la grande Amburgo del 1937 trasferì alcuni territori dello Schleswig-Holstein alla Libera Città di Amburgo, mentre la città di Lubecca fu annessa allo Schleswig-Holstein.

### Dopo la seconda guerra mondiale
Con la nascita delle zone di occupazione alleate della Germania nel 1945 e con l'abolizione dello Stato prussiano nel 1947, le province della Prussia furono trasformate in nuovi Länder. Tale processo fu tuttavia diversificato da zona a zona d'occupazione: nelle zone occidentali le antiche Province prussiane vennero, pur con taluni spostamenti di confine, direttamente elevate a Länder autonomi (nel 1946); nella zona sovietica, invece, vennero dapprima riorganizzate e reistituite le Province, dovendosi imputare de jure solo alla decisione inter-alleata del 1947 il definitivo scioglimento dello Stato libero di Prussia.
- Ceduti all'URSS: la parte settentrionale della Prussia orientale. Oggi l'Oblast' di Kaliningrad è un'exclave russa tra Lituania e Polonia.
- Ceduti alla Polonia: ogni territorio a est della Linea Oder-Neiße: quasi tutta la Slesia, la Provincia della Pomerania, la regione del Neumark nella Provincia del Brandeburgo, tutta la Prussia occidentale e la parte non ceduta alla Russia della Prussia orientale.
- Territori sottoposti ad occupazione sovietica: solo nella porzione di Prussia nella zona d'occupazione sovietica le antiche Province prussiane vennero, in un primo momento, mantenute come Province (il Brandeburgo e la Sassonia, cui fu aggiunto il vecchio Stato di Anhalt ma sottratta la parte contigua alla Turingia). Dopo la decisione inter-alleata del 25 febbraio 1947 con cui lo Stato prussiano fu formalmente sciolto, anche le sue Province superstiti (Brandeburgo e Sassonia) furono elevate in nuovi Länder. Questi formarono poi con altri la Repubblica Democratica Tedesca nel 1949, ma furono aboliti nel 1952 e divisi fra i Distretti (Bezirke). In 1990, nel corso della riunificazione tedesca, dai Distretti furono ristabiliti i Länder:
  - Brandenburgo: a partire dalla Provincia del Brandeburgo, eccettuato il Neumark ormai passato alla Polonia;
  - Sassonia-Anhalt: fu istituita come una Provincia prussiana nel 1945, dai territori dell'antica Provincia della Sassonia (eccetto il Regierungsbezirk di Erfurt), con lo Stato libero di Anhalt, lo Stato libero di Brunswick (solo Calvörde e la parte orientale dell'antico distretto di Blankenburg) e la città turingia di Allstedt. Quando la Prussia fu abolita nel 1947, la Provincia diventò Stato della Sassonia-Anhalt;
  - Meclemburgo-Pomerania Anteriore: a partire dalla porzione superstite della Provincia di Pomerania che fu unita al preesistente Land Meclemburgo.
- Territori sottoposti all'occupazione degli alleati occidentali: la parte restante della Prussia fu divisa (nell'agosto 1946) in diversi nuovi Länder, i quali poi formarono con altri la Germania Ovest:
  - Schleswig-Holstein: dalla provincia di Schleswig-Holstein, sotto amministrazione inglese;
  - Bassa Sassonia: dall'unione della Provincia di Hannover con anche altri territori, sotto amministrazione inglese;
  - Renania Settentrionale-Vestfalia: dalla provincia di Vestfalia e dalla parte settentrionale della Provincia del Reno, sotto amministrazione inglese;
  - Renania-Palatinato: dalla parte meridionale della Provincia del Reno, nonché dal Palatinato renano sottratto invece alla Baviera, tutti territori sotto amministrazione francese;
  - Assia: dalla maggior parte della Provincia di Assia-Nassau insieme al Land Assia-Darmstadt, sotto amministrazione statunitense;
  - Württemberg-Hohenzollern: dalla Provincia di Hohenzollern che fu unita alla parte meridionale del Württemberg, entrambi territori sotto amministrazione francese. Questo Land fu poi unito alla Repubblica di Baden e al Württemberg-Baden per formare il Baden-Württemberg.
- Berlino fu divisa in quattro settori, e ben presto i destini di Berlino Est (settore sovietico) e Berlino Ovest (i settori inglese, francese e americano) si divisero. La parte occidentale della città era un'enclave circondata dalla Germania Est, e fu infine separata dalla parte orientale della città dal Muro di Berlino. Le due metà della città furono riunite nel 1990 con la riunificazione tedesca per formare la città-stato di Berlino, interamente contenuta nel Brandeburgo. Nel 1996 fu respinta l'ipotesi di unire la regione di Berlino con il Brandeburgo.